# Deniz Naki
Deniz Naki (ur. 9 lipca 1989 w Düren) – niemiecki piłkarz pochodzenia kurdyjskiego występujący na pozycji napastnika.

## Kariera klubowa
Naki jako junior grał w klubach FC Düren 77, FC Düren-Niederau oraz Bayer 04 Leverkusen, do którego trafił w 2003 roku. W 2007 roku został włączony do jego rezerw, grających w Oberlidze Nordrhein. W 2008 roku awansował z nimi do Regionalligi West. W lutym 2009 roku został z nich wypożyczony do zespołu Rot Weiss Ahlen, grającego w 2. Bundeslidze. Zadebiutował w niej 8 lutego 2009 roku w wygranym 2:1 meczu z FC Augsburg. 3 maja 2009 roku w wygranym 1:0 pojedynku z FC St. Pauli strzelił pierwszego gola w 2. Bundeslidze.
Latem 2009 roku Naki podpisał kontrakt z FC St. Pauli z 2. Bundesligi. Pierwszy ligowy mecz zaliczył tam 7 sierpnia 2009 roku przeciwko Rot Weiss Ahlen (2:1). W 2010 roku awansował z zespołem do Bundesligi. W tych rozgrywkach zadebiutował 21 sierpnia 2010 roku w wygranym 3:1 spotkaniu z ekipą SC Freiburg. W sezonie 2012/2013 grał w SC Paderborn 07, a latem 2013 przeszedł do Gençlerbirliği SK.

## Kariera reprezentacyjna
Naki jest byłym reprezentantem Niemiec U-19 oraz U-20, a w 2009 roku zadebiutował w reprezentacji Niemiec U-21.